# Calyptra canadensis
Calyptra canadensis (tên tiếng Anh: Canadian Owlet) là một loài bướm đêm thuộc họ Noctuoidea. Nó được tìm thấy ở Nova Scotia tới North Carolina in mountains, phía tây đến Texas, phía bắc đến Saskatchewan. Occasionally straying tới Alberta.
Sải cánh dài 33–40 mm. Con trưởng thành bay từ tháng 6 đến tháng 9 tùy theo địa điểm.
Ấu trùng ăn các loài Thalictrum.